# 009!!大あばれ、とんま天狗
『009 大あばれ とんま天狗』（ゼロゼロナイン おおあばれ とんまてんぐ）は、1965年10月2日から1966年6月25日まで、日本テレビ系列で放送された 東映京都制作所・よみうりテレビ制作の時代劇コメディ番組である。放送時間は毎週土曜19時00分 - 19時30分 (JST) 。大塚製薬の一社提供。

## 概要
1959年から1960年まで同じ放送枠・同じスポンサーで放送された『頓馬天狗』の続編。前作の主要キャストが所属していた花登筺主宰の「劇団笑いの王国」は1963年に解散しており、大村崑、芦屋小雁以外のキャストは大幅に入れ替えられた。制作会社も前作の東宝テレビ部から東映京都制作所に変更されたが、主な設定その他は前作を基にしている。前作のような完全なスタジオ収録ではなく、スタジオ内に舞台と客席を設けた公開「シットコム」形式で制作された。
大村崑扮する頓馬天狗が近藤勇造率いる「珍選組」と闘いを繰り広げる、というストーリーの大枠は前作と同じだが、本作の天狗は「不死身の番号」と称する「009」を付けている。これは映画『007シリーズ』から来ているほか、「009」は番組スポンサーの大塚製薬の主力商品名「オロナイン軟膏」やこの年に新発売された「オロナミンCドリンク」からの語呂合わせでもある。珍選組が持つ武器の小道具にスパイブームで発売された変形玩具が用いられるなど、作中にもスパイ要素が取り入れられた。また、前作の天狗は木馬に乗って現れたが、本作では従者の引く子象に乗って現れる設定となった。声優は一般公募の小学生が演じていた。

## 出演者
- 頓馬天狗（尾呂内南公） - 大村崑
- 近藤勇造 - 芦屋小雁
- マンジロー - 左とん平
- 月形半ペン - 柴田昭彦
- 森山加代子
- ルーキー新一
- つる子（象）

ほか

## スタッフ
- 原案 - 花登筺
- 作 - 花登筺、宮本京二
- 音楽 - 加納光記
- 殺陣 - 的場達雄
- 演出 - 小泉勲、香坂信之
- 制作 - よみうりテレビ、東映京都制作所

## 主題歌
「とんま天狗の歌」

## 放送局
以下、特記の無いものは全て放送時間は土曜 19:00 - 19:30、制作局と同時ネット。
- よみうりテレビ（制作局）
- 札幌テレビ[5]
- 青森放送[6]
- 岩手放送[6]
- 東北放送：日曜 18:00 - 18:30[7]
- 秋田放送[8]
- 山形放送[9]
- 福島テレビ[7]
- 日本テレビ
- 新潟放送：土曜 18:00 - 18:30[10]
- 北日本放送[10]
- 北陸放送[10]
- 福井放送[10]
- 山梨放送[11]
- 信越放送：土曜 18:00 - 18:30[12]
- 静岡放送[11]

- 名古屋テレビ[13]
- 日本海テレビ[14]
- 広島テレビ[15]
- 山口放送[16]
- 四国放送[17]
- 西日本放送[15]
- 南海放送[16]
- 高知放送[16]
- RKB毎日放送：金曜 18:00 - 18:30[18]
- 長崎放送：土曜 18:00 - 18:30[18]
- 熊本放送：土曜 18:00 - 18:30[18]
- 大分放送：土曜 18:00 - 18:30[16]
- 宮崎放送：土曜 18:00 - 18:30[19]
- 南日本放送：土曜 18:00 - 18:30[19]
- 琉球放送[20]

## コミカライズ
石森章太郎によって漫画化され、「冒険王」に連載された。